# Río Chotcha
El río Chotcha, Chotchasu o Chatcha (en ruso: Чотча, Чотчасу, Чатча) es un río del Gran Cáucaso en el distrito de Karacháyevsk de la república de Karacháyevo-Cherkesia del sur de Rusia, en la reserva natural de Teberdá. Es afluente (un componente en realidad) por la izquierda del río Klujor, más tarde Gonachjir, que desemboca en el Teberdá, afluente del río Kubán.

## Curso

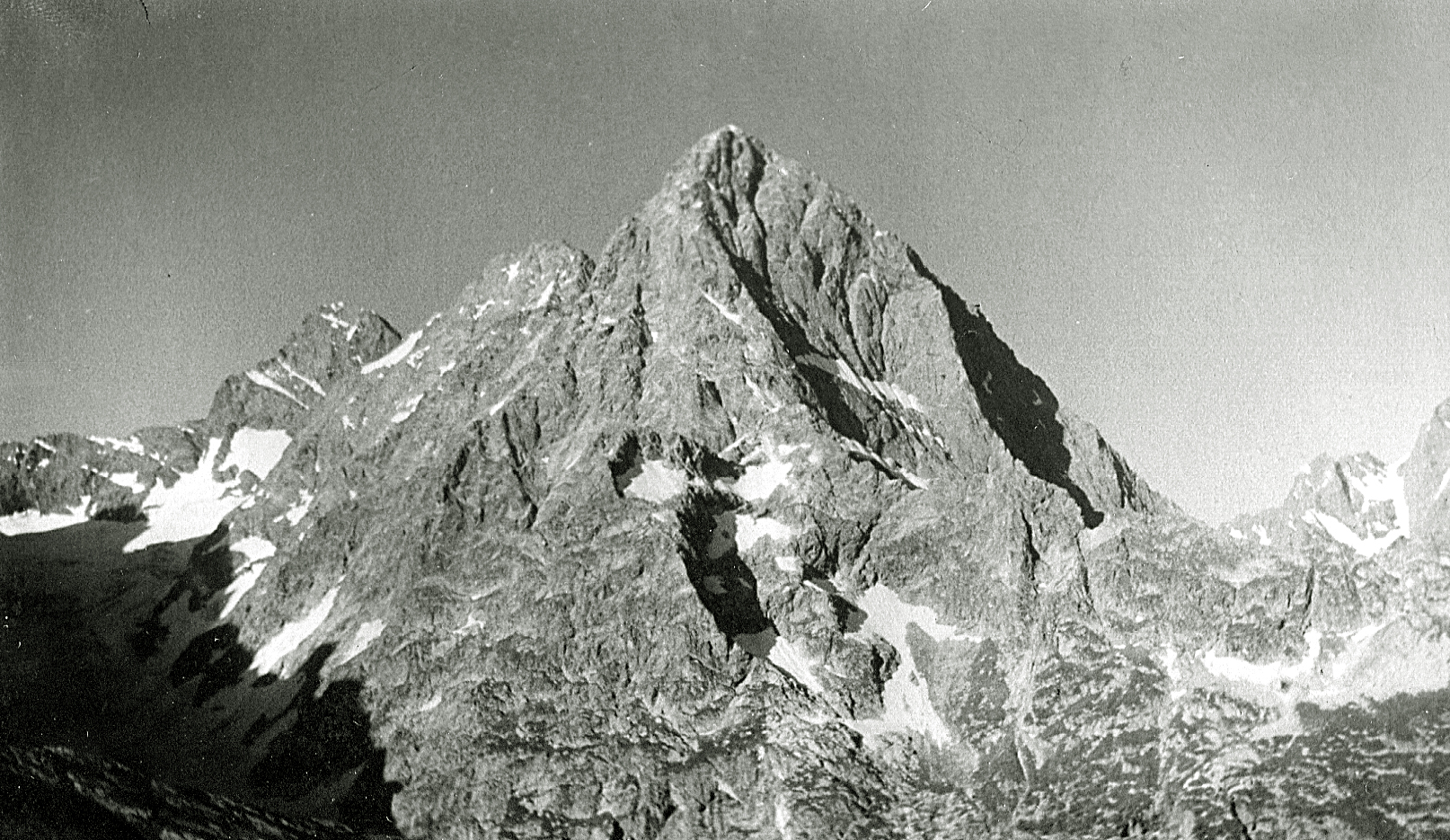
El pico Chotcha.

El río nace en el glaciar situado en las vertientes septentrionales de los picos Chotcha (3638 m, al este) y Bu-Ulguén (3918 m, al oeste) y discurre por un valle abrupto en sus 4.5 km de recorrido.
El río fluye en dirección predominantemente norte hasta su confluencia con el Séverni Klujor para formar el río Klujor.